# 노르웨이 민속박물관
노르웨이 민속박물관(Norwegian Museum of Cultural History, Norsk Folkemuseum)은 노르웨이 오슬로에 위치한 박물관이다.
1894년 설립된 노르웨이 최대의 야외 문화·역사 박물관이다. 노르웨이 각 지방의 전통적인 양식으로 지어진 140여 개의 목조가옥 및 옛 건축물들과 실내의 가구와 집기까지 전시되어 있어, 중세에서 근세에 이르는 노르웨이인의 생활과 문화를 접할 수 있다.12세기에 세워진 목조건물인 스타브 교회(Stavkirke)와 오슬로에서 옮겨온 극작가 입센의 집이 유명하다.

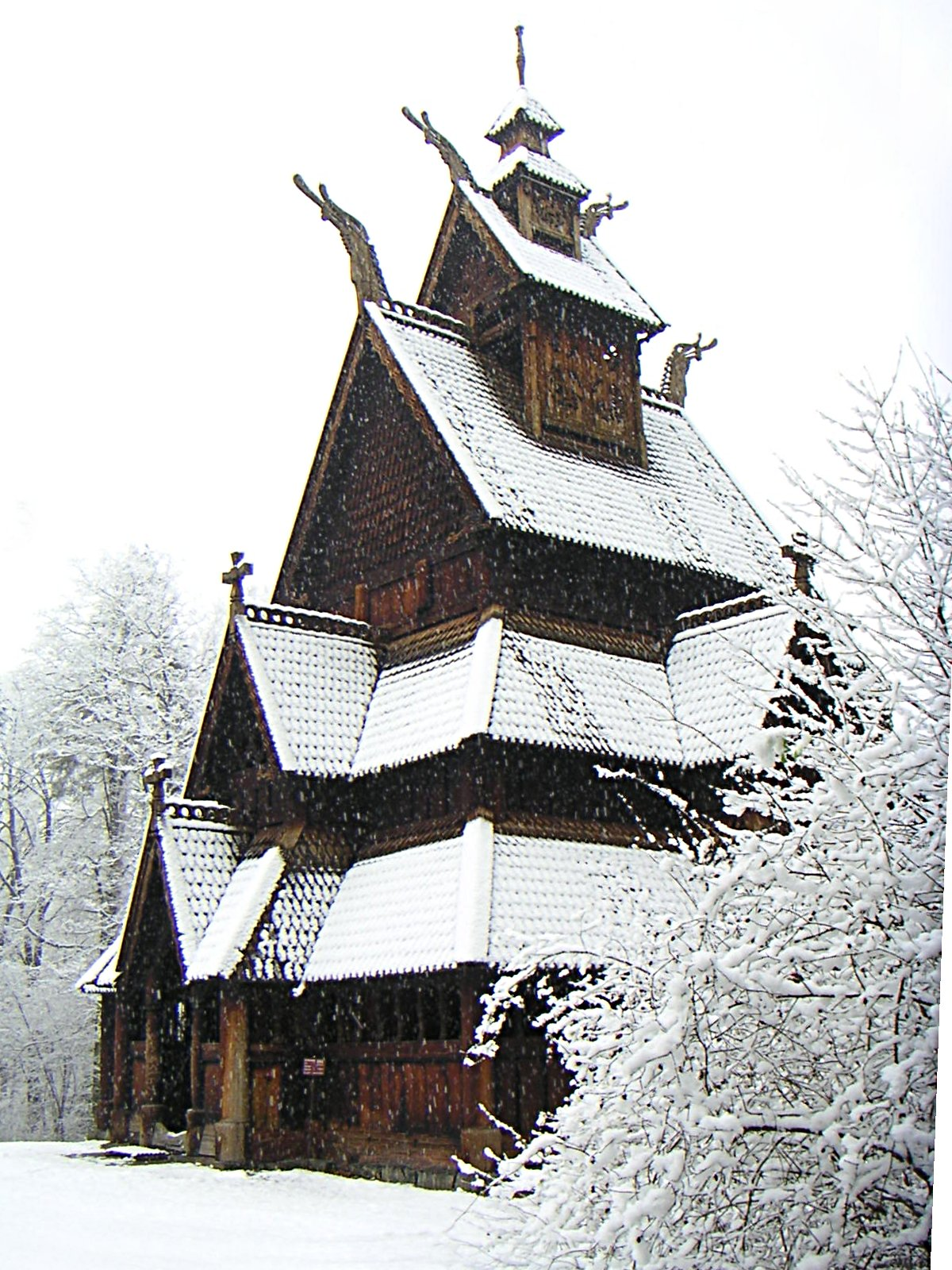
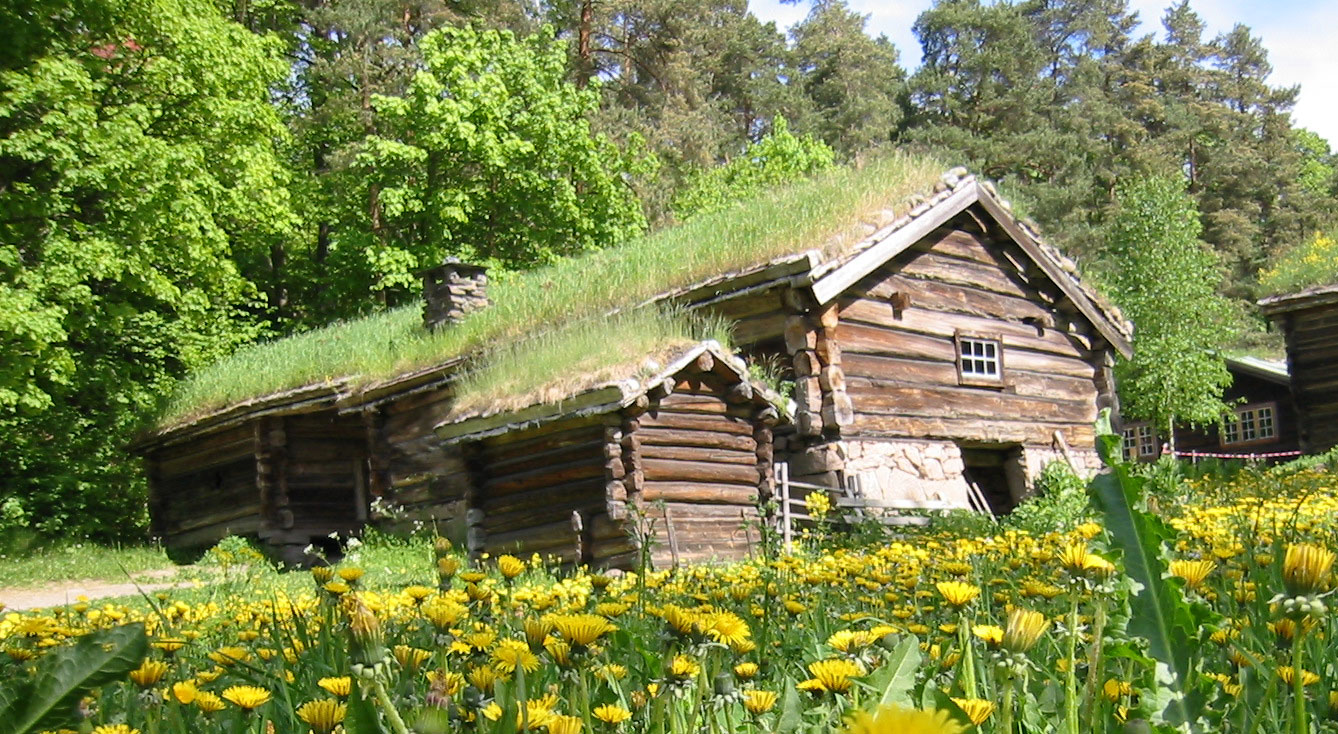
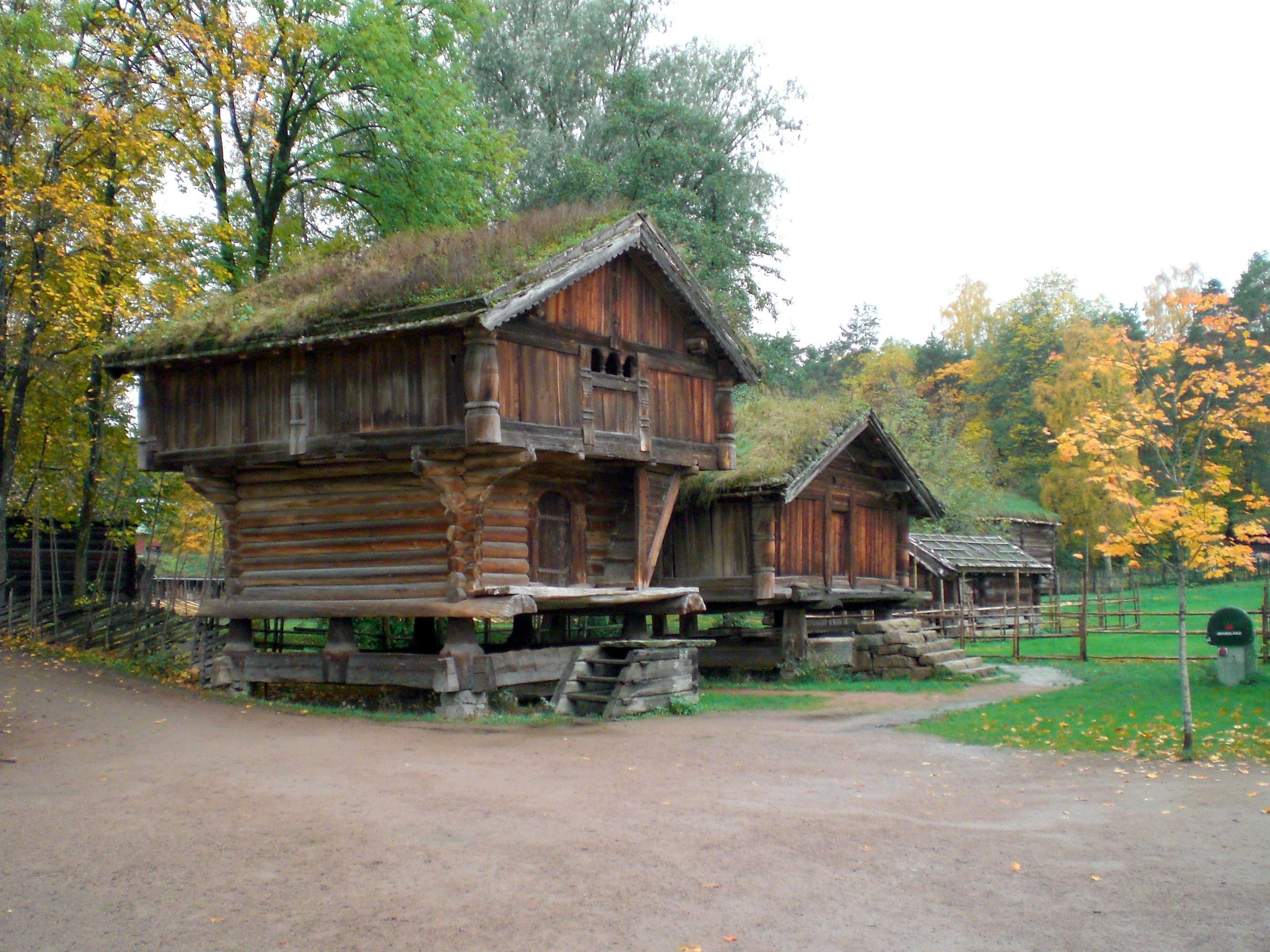
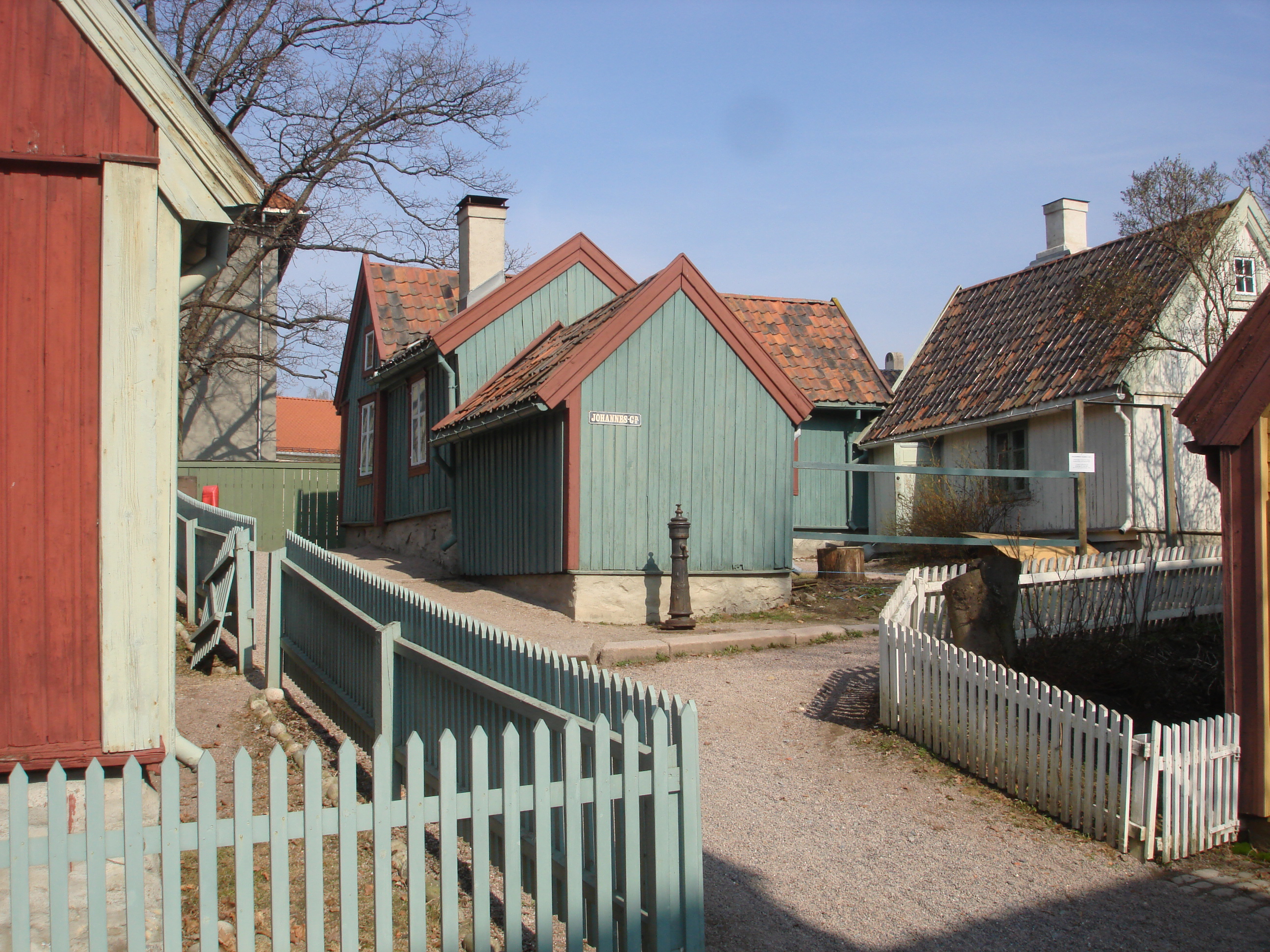
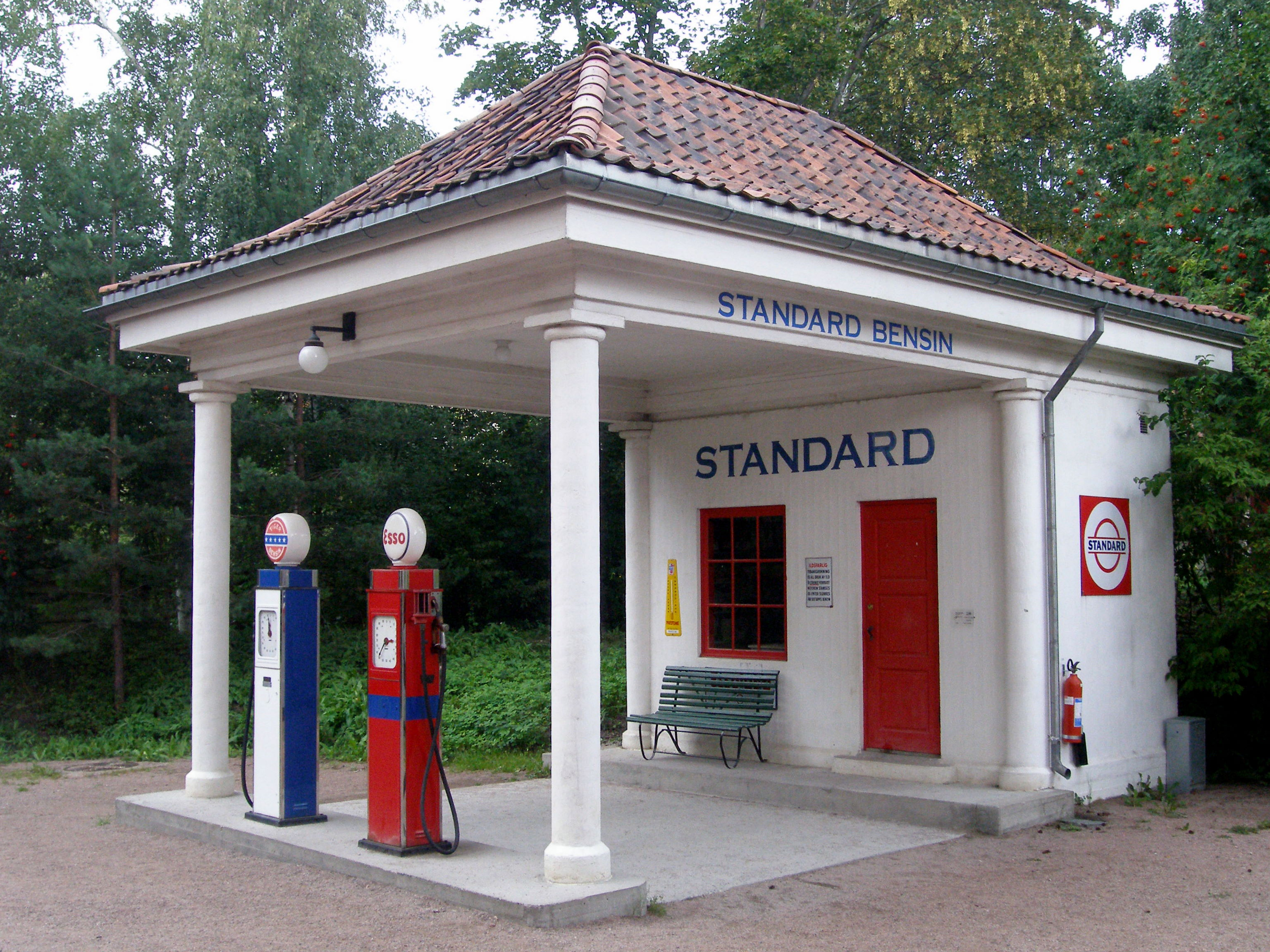
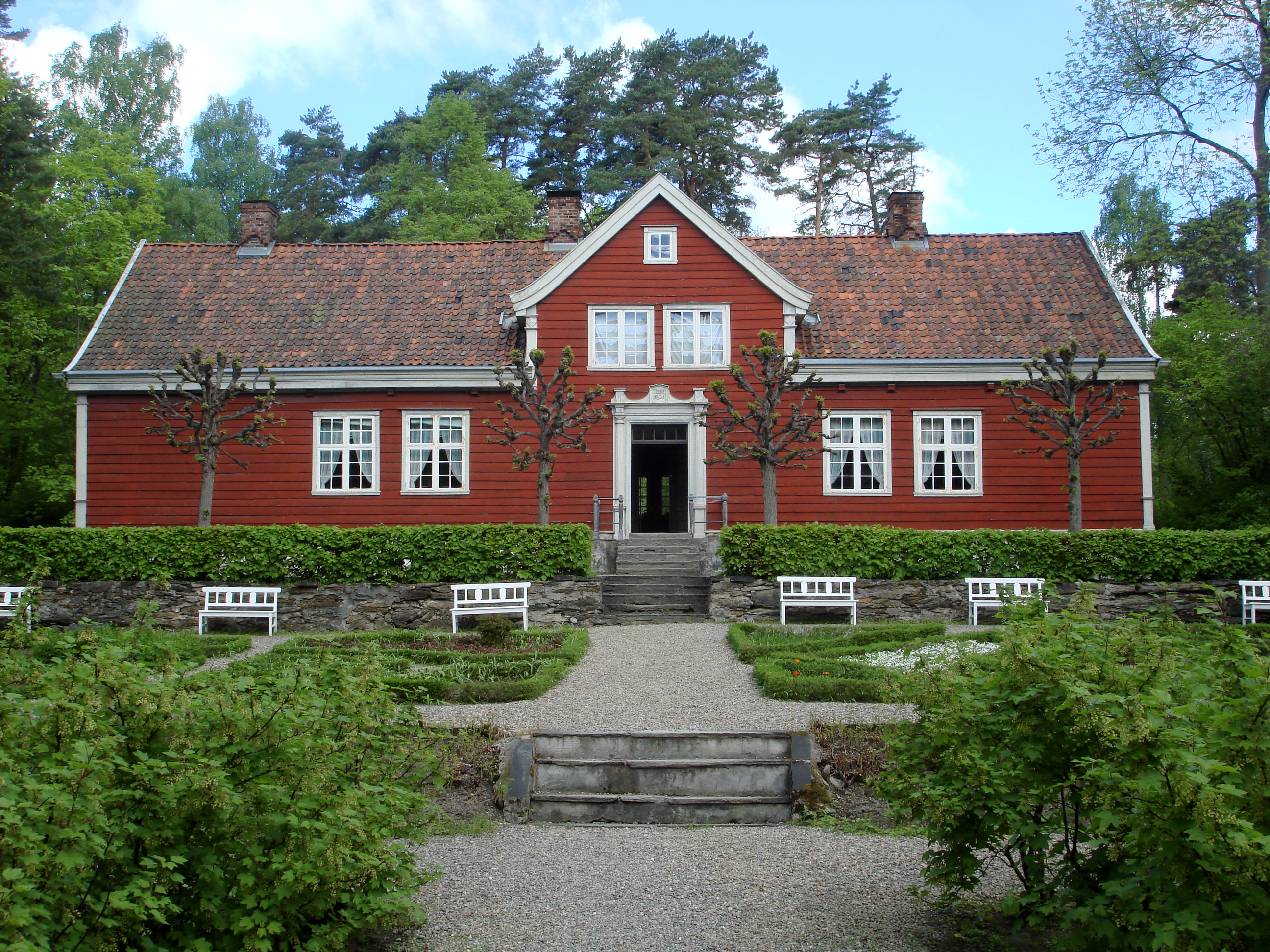
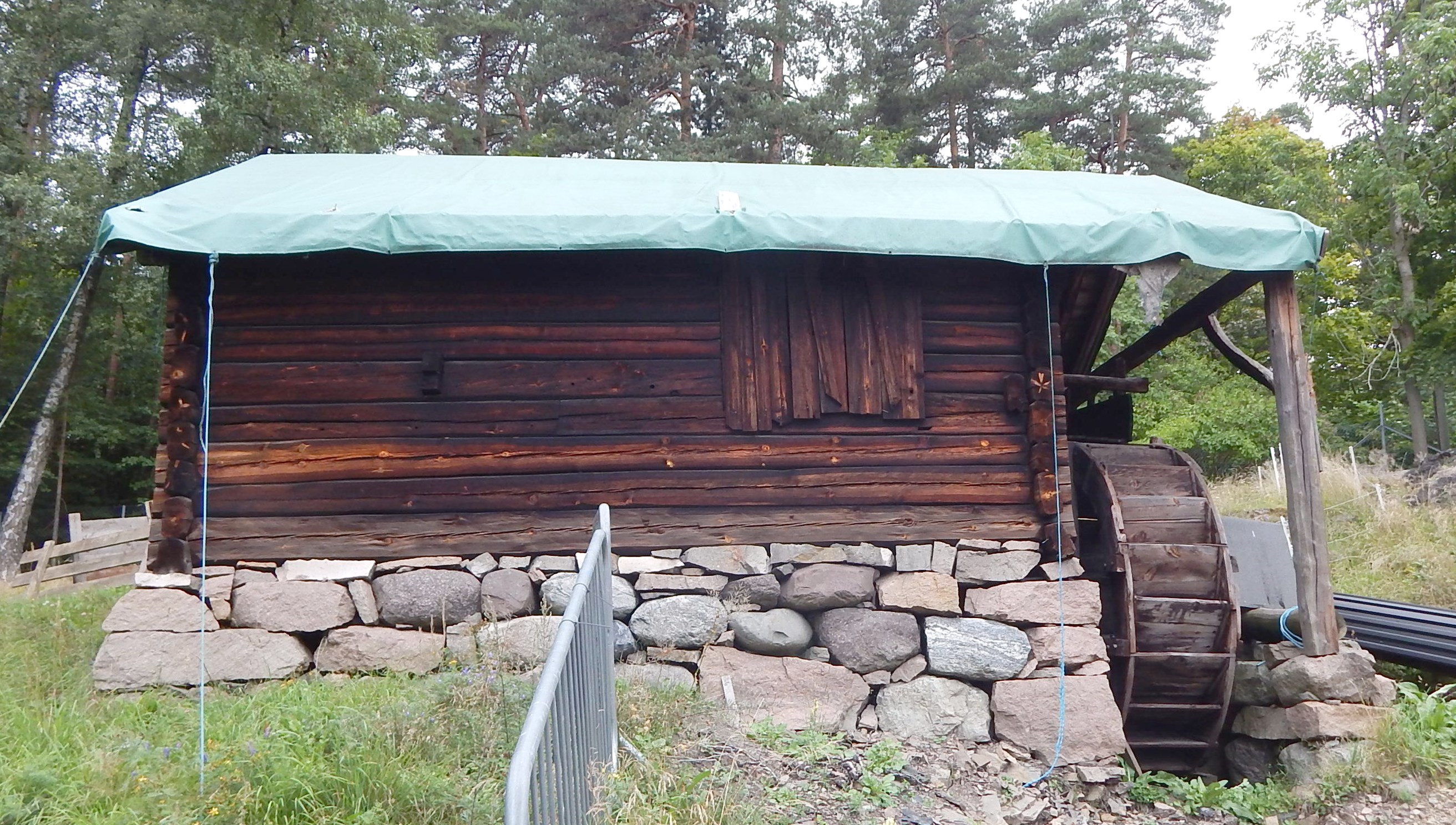
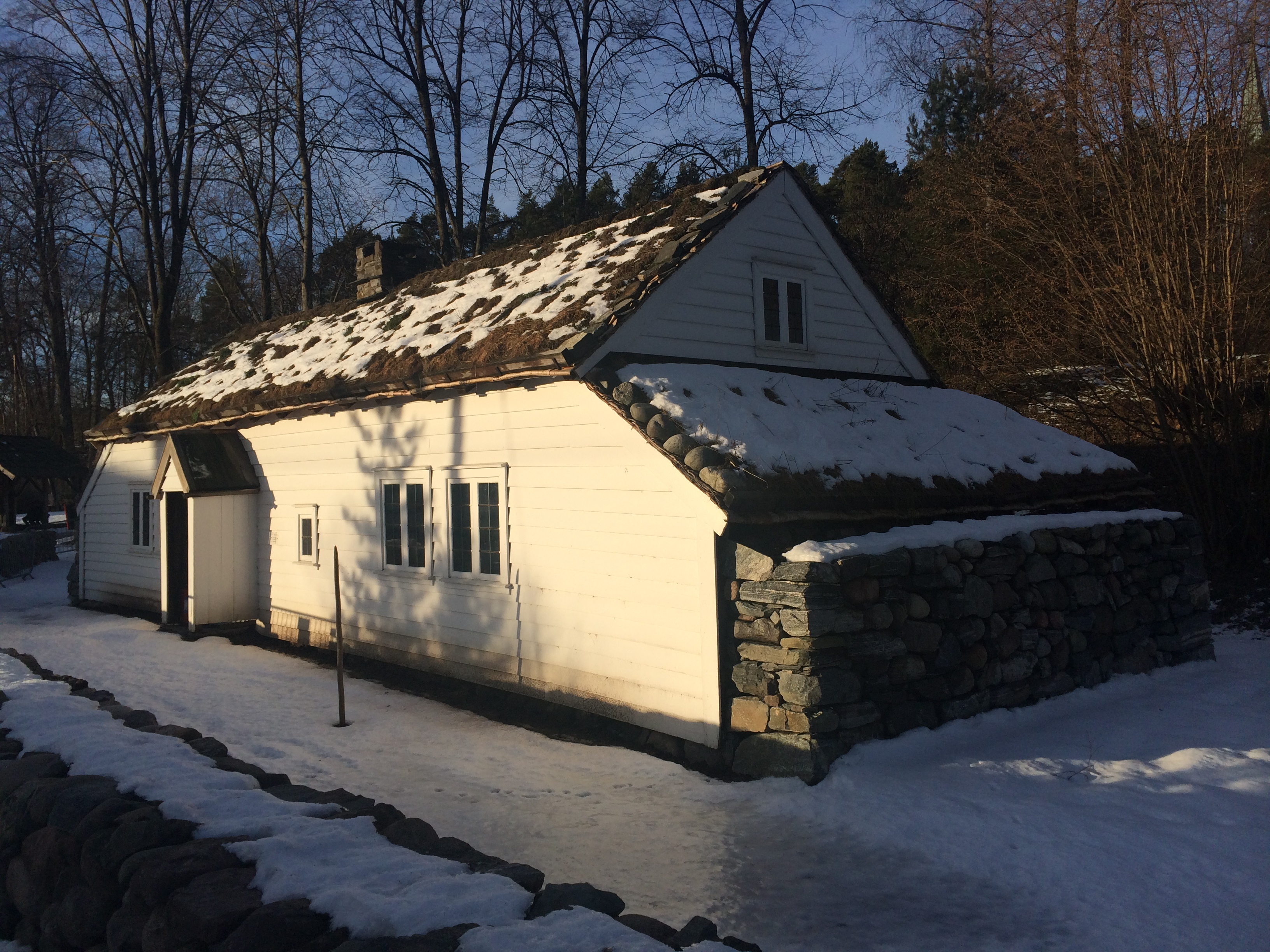
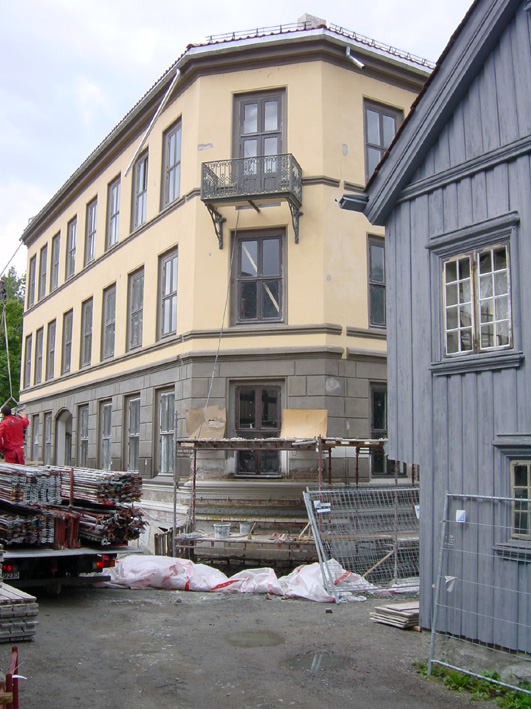
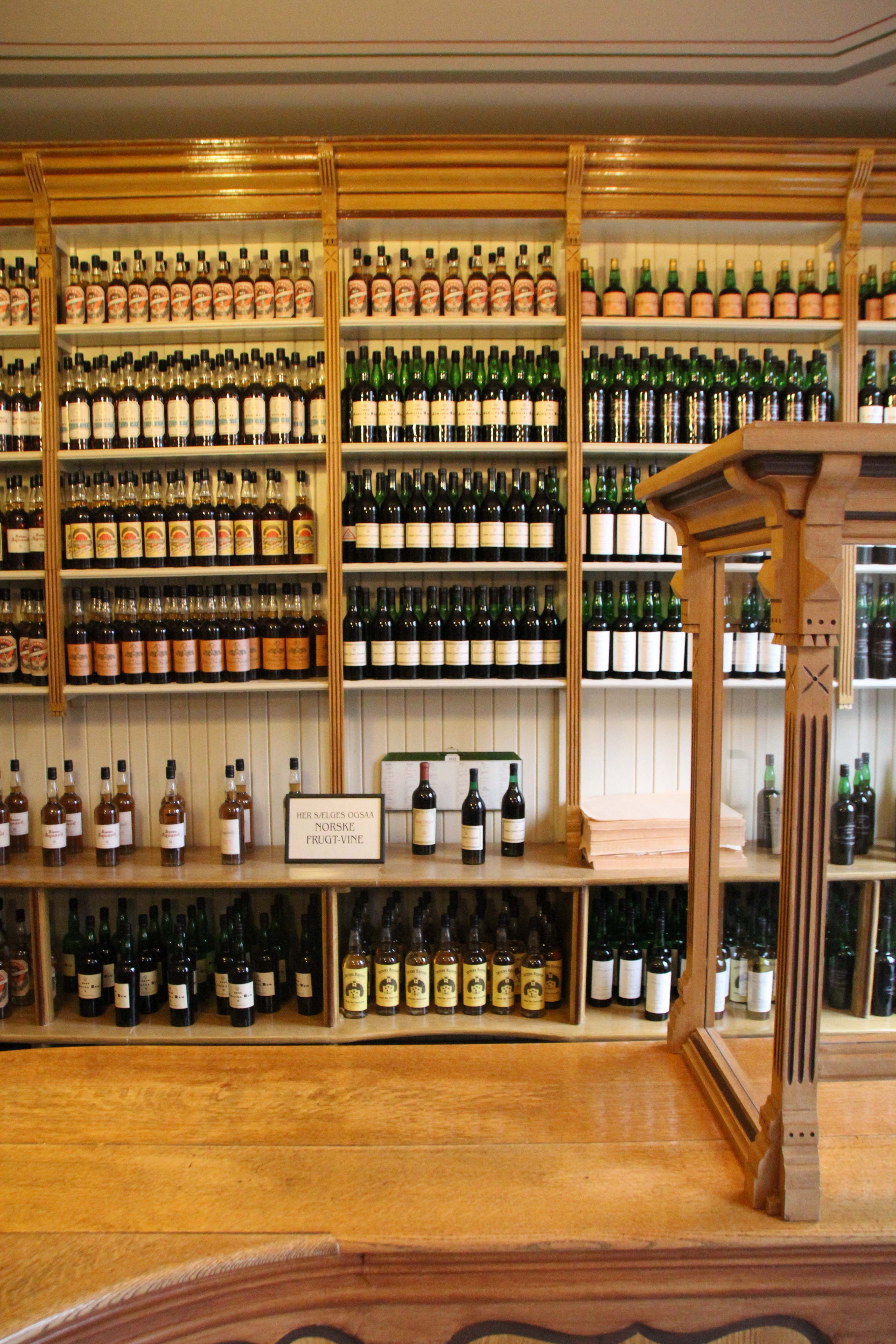
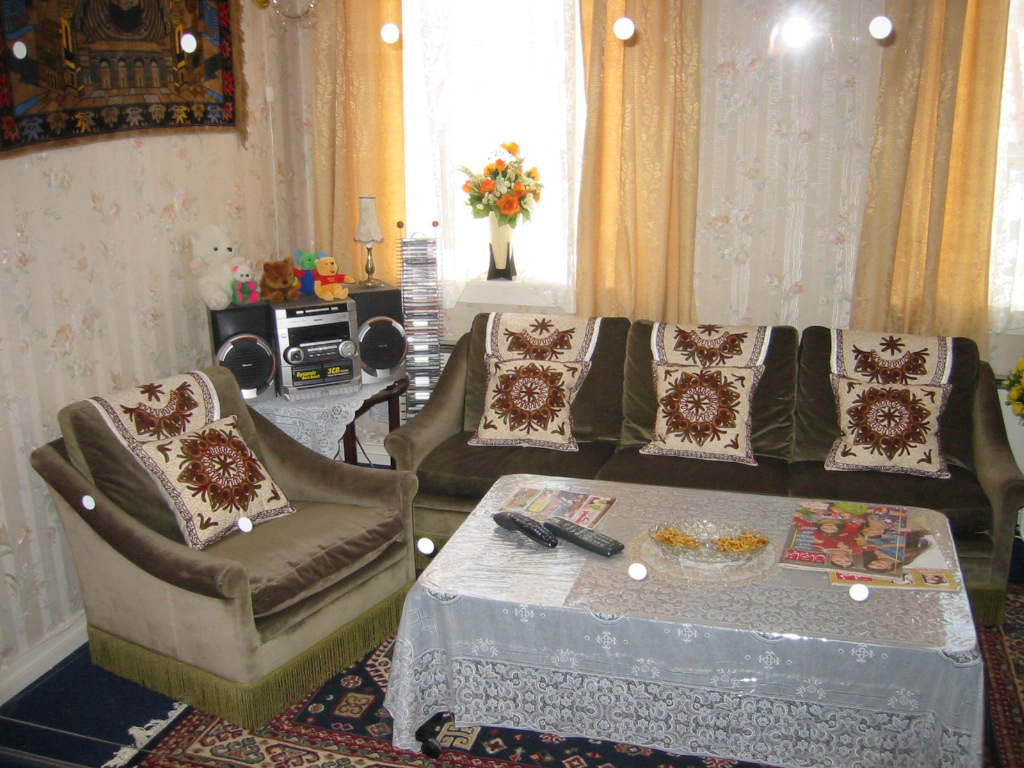
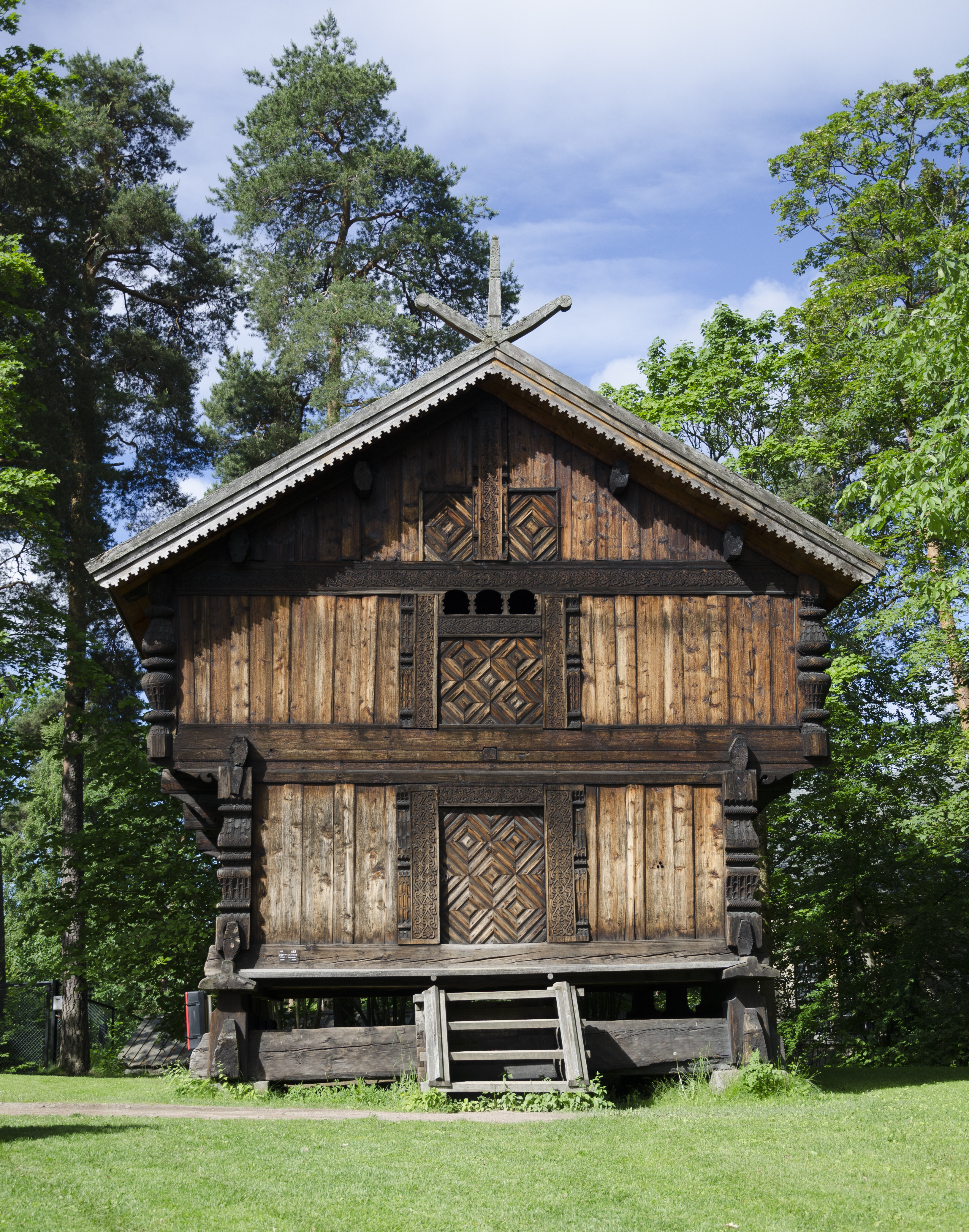